# Olene basalis
Olene basalis är en fjärilsart som beskrevs av Walker 1855. Olene basalis ingår i släktet Olene och familjen tofsspinnare. Inga underarter finns listade i Catalogue of Life.